# Bangor (Wales)
Bangor is een gemeente (community) met de officiële titel van city, in het noordwesten van Wales, in het bestuurlijke graafschap en in het ceremoniële behouden graafschap Gwynedd, en is een van de kleinste steden van het Verenigd Koninkrijk. Het is een universiteitsstad (University of Wales) en had in 2011 18.810 inwoners, waarvan ongeveer 8000 studenten. Ongeveer 47% van de bevolking spreekt Welsh, inclusief de studenten.

## Trivia
- De plaats komt voor in het nummer Day trip to Bangor.[1]
- In 2021 werd Owen Hurcum als eerste non-binaire persoon in het Verenigd Koninkrijk verkozen tot burgemeester.

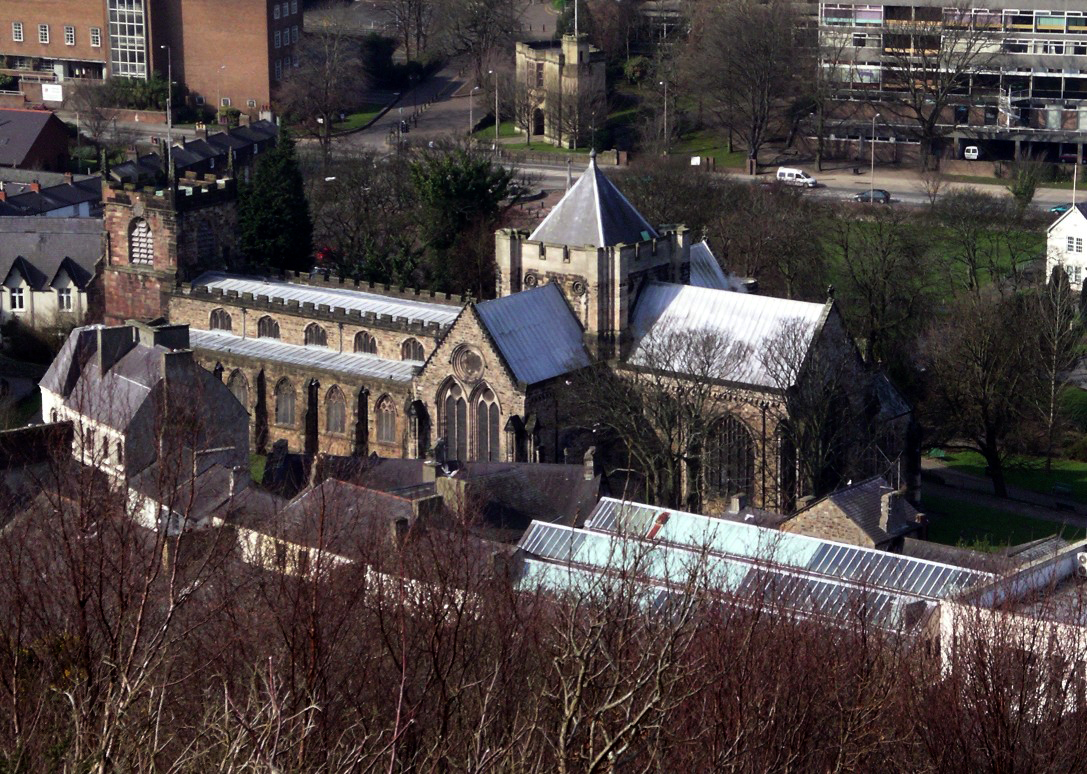
De kathedraal van Bangor

## Geboren in Bangor
- Richard Deacon (1949), beeldhouwer
- Mark Pilkington (1978), golfer
- Aimee Anne Duffy (1984), zangeres
- Wayne Hennessey ( 1987), voetballer
- Jordan Williams (1995), voetballer